# Chibados
Les Chibados (ou quimbandas ) sont des personnes du troisième sexe, nées de sexe masculin, qui vivaient le plus souvent en tant que femmes. On les trouvait parmi les cultures du Royaume Ndongo (XIVe siècle-XVIIe siècle) et d'autres parties de ce qui est aujourd'hui l'Angola. Ils ont été décrits pour la première fois en Occident par les Portugais.
Les Chibados participaient à la société en tant qu'« arbitres spirituels dans les décisions politiques et militaires » et effectuaient également des enterrements. Olfert Dapper a décrit les chibados comme des chamans « qui marchent habillés comme des femmes ». Des prêtres et des jésuites portugais ont décrit comment les chibados vivaient en tant que femmes et pouvaient épouser d'autres hommes sans aucune sanction sociale. Au contraire, « de tels mariages étaient honorés et même prisés ». Les Chibados constituaient une caste distincte et les aînés se nommaient eux-mêmes « grand-mère ».
La reine Njinga de Ndongo et du Matamba avait plus de cinquante chibados à sa cour. Les chibados auraient été utilisés par Njinga comme concubines.
À mesure que les Portugais gagnaient en contrôle sur l'Afrique, les lois coloniales introduisirent et augmentèrent l'homophobie.

### Citations
1. ↑  Sweet 2003, p. 55-56.
2. ↑  Sweet 2003, p. 56.
3. 1 2  Rudi C. Bleys, The Geography of Perversion: Male-to-Male Sexual Behavior Outside the West and the Ethnographic Imagination, 1750-1918, New York University Press, 1995 (ISBN 9780814712658, lire en ligne)
4. ↑  Das Wilhelm 2008, p. 227.
5. ↑  Marc Epprecht, Heterosexual Africa?: The History of an Idea from the Age of Exploration to the Age of AIDS, Ohio University Press, 2008, 37 p. (ISBN 9780821442982, lire en ligne)
6. ↑  Das Wilhelm 2008, p. 230.
7. ↑  Blessing-Miles Tendi, « African Myths About Homosexuality », Nehanda Radio,‎ 28 mars 2010 (lire en ligne, consulté le 27 juin 2016)

### Sources
- Amara Das Wilhelm, Tritiya-Prakriti: People of the Third Sex, GALVA, 2008 (ISBN 9781450080576, lire en ligne)
- James H. Sweet, Recreating Africa: Culture, Kinship, and Religion in the African-Portuguese World, 1441-1770, University of North Carolina Press, 2003 (ISBN 9780807862346, lire en ligne)